# Karl-Gustaf Friedlund
Karl Gustaf Friedlund, född 14 juli 1871 i Hällefors församling, Örebro län, död 29 april 1950, var en svensk ingenjör.
Friedlund var i yngre år ordförande i Svenska arbetareförbundets träarbetareavdelning 2 och utexaminerades från treårig kurs från Tekniska skolans i Stockholm byggnadsavdelning 1901. Han blev biträde på stadsingenjörskontoret i Köpings stad samma år, tillförordnad stadsingenjör 1902 samt var hamn- och stadsingenjör 1902–1939, därjämte teknisk chef för stadens elektricitetsverk 1902–1919. Han var även hemvärnschef i Köping 1940–1943.